# Reprezentacja Rosji w hokeju na lodzie kobiet
Reprezentacja Rosji w hokeju na lodzie kobiet – narodowa żeńska reprezentacja Rosji w hokeju na lodzie. 
W grudniu 2012 menadżerem generalnym reprezentacji został były zawodnik, Aleksiej Jaszyn.
Ze względu na wykluczenie Rosji z igrzysk olimpijskich w Pjongczangu zawodniczki rosyjskie wystąpiły jako drużyna Sportowców olimpijskich z Rosji.
W wyniku zawieszenia Rosji we wszelkich imprezach sportowych rangi Mistrzostw Świata (afera dopingowa), reprezentantki rosyjskie wystąpiły w MŚ Kanada 2021 pod szyldem ekipy "ROC" (skrót od Russian Olympic Committee – Rosyjski Komitet Olimpijski) i flagą z emblematem komitetu; zaś zamiast rosyjskiego hymnu odgrywano około jednominutowy fragment I koncertu fortepianowego Piotra Czajkowskiego.

## Starty w Mistrzostwach Świata
- 1997 – 6. miejsce
- 1999 – 6. miejsce
- 2000 – 5. miejsce
- 2001 – Brązowy medal
- 2004 – 5. miejsce
- 2005 – 8. miejsce
- 2007 – 7. miejsce
- 2008 – 6. miejsce
- 2009 – 5. miejsce
- 2011 – 4. miejsce
- 2012 - 6. miejsce
- 2013 - Brązowy medal

## Starty w Igrzyskach Olimpijskich
- 2002 – 5. miejsce
- 2006 – 6. miejsce
- 2010 – 6. miejsce
- 2014 – nieklasyfikowane – dyskwalifikacja 6 zawodniczek za doping (w turnieju zajęły 6. miejsce)
- 2018 – 4. miejsce (jako  OAR)